# Tomaž Lavrič
Tomaž Lavrič (rođen 10. novembra 1964. godine u Ljubljani) (poznat i pod nadimkom TBC, a povremeno se potpisuje i pseudonimima Diareja, J. Visarjonovič, Ton Ton i Lovro Matič) je višestruko nagrađivani slovenački ilustrator, karikaturista i crtač stripova.

## Biografija
Lavrič je studirao slikarstvo na Ljubljanskoj likovnoj akademiji. Ilustracijom i stripovima je počeo profesionalno da se bavi 1987. godine u slovenačkom političkom nedeljniku Mladina radeći ilustracije, karikature i kratki strip Diareja, kroz koji je minimalističkim crtežom na ironičan način komentarisao aktuelna politička zbivanja u Sloveniji u to vreme.
Paralelno s radom na Diareji u sopstvenoj režiji je objavio još tri albuma: Crveni alarm (Rdeči alarm, 1996) autobiografsku priču o ljubljanskoj pank i alternativnoj sceni za vreme komunizma, Ratman (1997), lokalnu superherojsku socio-političku parodiju u kojoj odaje počast brojnim strip autorima koji su ga inspirisali, i ratnu dramu Bosanske basne (1997). Ista je 1999. godine ponovo objavljena i za uglednu francusku izdavačku kuću Glénat. Francuska verzija albuma je 1999. godine dobila Grand Prix na Međunarodnom festivalu stripa u švajcarskom gradu Sijer i nagradu „Srebrni lav“ od strane Centra za strip iz Brisela.
Lavrič je poznat po tome da voli da radi na nekoliko različitih projekata istovremeno, a pošto često eksperimentiše sa raznim crtačkim stilovima, slovenački strip-autor Jakob Klemenčič nazvao ga je "velikim kameleonom... čovekom koji crta u hiljadu stilova". Nakon što je 1999. objavio crnohumorni krimić Glista u bijegu, Lavrič 2001. je radio na tri projekta: zbirci priča o životu u novonastalim kapitalističkim istočnoevropskim zemljama pod nazivom Novo doba, zbirku crnohumornih gegova Ekstremni sportovi te takođe i prvi projekt na kojem nije i on nije istovremeno i scenarista: četvrti deo francuskog serijala Dekalog (2001), s Frankom Žirodom Giroud.
Godine 2002. Diareje je objavljena kao kompilacija od 560 stranica; Lavrič za to vreme radi i na postapokaliptičnoj naučnofantastičnoj seriji Lomm (2002-2004) i balkanskom krimi-serijalu Evropa (2003-2004). Godine 2004. objavljuje poetični naučnofantastični album Slepo sunce koji je kolekcija kratkih priča objavljivanih u slovenačkom alternativnom strip magazinu Stripburger.

## Bibliografija (u Sloveniji)
- novinski stripovi: Diareja, Milena, SK8F8, Astralopitek, Geso
- kratki stripovi/priče: Božični strip, Potopis, Mirjana
- zbirke kratkih stripova: Ekstremni sportovi (Ekstremni športi), Slovenski klasiki, Svetovni klasiki, Slepo sonce
- serijalizovane kratke priče: Operation Rampart, Magda, Megaran (sa Gorazdom Vahenom), Azzardo d'Amore
- Albumi: Diareja 1, 2 i 3, Crveni alarm (Rdeči alarm), Ratman", Bosanske basne (Bosanske basni), Ekstremni sportovi (Ekstremni športi), Diareja 1988-2002

## Bibliografija (međunarodna)
- Francuska, Glenat (1999), crno-beli
- Italija, Magic Press (2000), crno-beli
- Francuska, Glenat (1999), crno-beli
- Italija, Magic Press (2003), crno-beli
- (scenario Frank Žirod) Francuska, Glenat (2001), u boji
- Francuska, Glenat (2001), crno-beli
- Italija, Magic Press (2000), crno-beli
- Francuska, Glenat (2002), crno-beli
- Francuska, Glenat (2003), u boji
- Španija, La Cupula (2003), crno-beli

## Spoljašnje veze
- Biografija na Glénatovoj stranici
- Biografija na Lambiek.net
- Intervju s Lavričem u SVestima
- „Biografija”. Архивирано из оригинала 14. 01. 2010. г. Приступљено 20. 09. 2018.